# Outwitting the Professor
Outwitting the Professor è un cortometraggio muto del 1912 diretto da C. Jay Williams.

## Produzione
Il film fu prodotto dalla Edison Company.

## Distribuzione
Distribuito dalla General Film Company, il film - un cortometraggio in una bobina - uscì nelle sale cinematografiche statunitensi il 14 ottobre 1912. Fu distribuito anche nel Regno Unito, dove uscì il 15 gennaio 1913.